# 데이즈 인
데이즈 인(Days Inns)은 1970년에 미국에 세워진 호텔 체인이다.

## 국가
데이스 인은 이런 나라에 있다.
- 아르헨티나
- 캐나다
- 이집트
- 중국
- 아일랜드
- 이탈리아
- 인도
- 요르단
- 멕시코
- 파키스탄
- 필리핀
- 남아공
- 영국
- 미국 (푸에트리코 포함)
- 우루과이